# Cinderella-Nunatak
Der Cinderella-Nunatak ist ein Nunatak in der antarktischen Ross Dependency. Er ragt nördlich der Ugly Sisters Nunataks im Gebiet des Byrd-Firnfelds am Kopfende des Byrd-Gletschers auf.
Wissenschaftler einer von 1960 bis 1961 durchgeführten Kampagne der New Zealand Geological Survey Antarctic Expedition benannten ihn.